# Rusty trombone

Een stel voert de rusty trombone uit.

Rusty trombone is een Engels eufemisme voor een seksuele handeling. Houdingen die hierbij aangenomen kunnen worden,
- De man staat met zijn knieën en rug licht gebogen, voeten een eindje van elkaar af - op zijn minst op schouderbreedte - om zijn anus bloot te stellen.

of
- De man rust (zit) op zijn knieën en armen.

Nu knielt de partner achter de man, voert anilingus uit en vanuit deze positie wordt - met een hand om het lichaam van hem heen of tussen zijn benen door - de penis tegelijkertijd afgetrokken. Wanneer de partner ook nog eens zacht blaast met de lippen rondom de anus, lijkt deze houding alsof op een trombone wordt gespeeld.
Het Engelse woord “rusty” betekent letterlijk roestig of roestkleurig. 
Hiermee kan bedoeld worden de meestal bruine of donkerder kleur van de anus en penis of een trombone die het niet zo goed meer doet. Dit laatste naar het geluid dat kan worden veroorzaakt bij het hiervoor genoemde blazen.
Soms wordt de uitdrukking “rusty trombone” ook gebruikt voor fellatio, direct na het bedrijven van anale seks.